# خورشیدگرفتگی ۳۰ مارس ۲۰۳۳
خورشیدگرفتگی ۳۰ مارس ۲۰۳۳ (به انگلیسی: Solar eclipse of March 30, 2033) یک خورشیدگرفتگی از نوع خورشیدگرفتگی کامل است. این خورشیدگرفتگی در تاریخ ۳۰ مارس ۲۰۳۳ میلادی (‎۱۱ فروردین ۱۴۱۲ خورشیدی) روی خواهد داد که زمان اوج آن، ساعت ۱۸:۰۲:۳۶ به‌وقت ساعت هماهنگ جهانی است. مدت زمان و طول این خورشیدگرفتگی ۲ دقیقه و ۳۷ ثانیه خواهد بود.

## تصویر
تصویر متحرک